# 카가나이아스
카가나이아스(Kaganaias→카가의 물의 요정)는 백악기 초기에 현재의 일본 지역에 서식했던 멸종한 도마뱀이다. 카가나이아스는 반 수생 생물이었으며, 아시아 지역에서 발견된 유일한 수생 비늘파충류이자, 현재까지 발견된 백악기 세노마눔절 이전의 유일한 수생 비늘파충류이다. 또한 수생 비늘파충류가 주로 발견되는 해안 지역이 아닌 내륙 지역에서 발견된 최초의 사례이기도 하다. 속명은 표본이 발견된 일본 이시카와현의 옛 이름인 카가 국에서 따왔으며, 종명 ‘하쿠사넨시스’(hakusanensis)는 발견지 근처에 있는 도시 하쿠산시에서 따왔다. 카가나이아스는 테토리 강 옆의 테토리 화석군에서 발견되었는데, 여기서는 연체동물, 공룡, 물고기, 익룡 등 다양한 화석들이 발견되고 있다.

## 참조
1. ↑  Evans, S.E., Manabe, M., Noro, M., Isaji, S. & Yamaguchi, M. (2006). "A Long-Bodied Lizard From The Lower Cretaceous Of Japan." Palaeontology, 49.6, 2006, pp. 1143–1165.